# گل مریم (فیلم ۱۳۶۶)
گل مریم فیلمی به کارگردانی حسن محمدزاده و نویسندگی حسن محمدزاده، حسین خندان و یوسف صمدزاده محصول سال ۱۳۶۶ است.

## خلاصه داستان
خسرو دهقان صاحب یک شرکت خصوصی که پروژه احداث جاده بر روی دریاچه ارومیه را در دست دارد به رغم مخالفت‌های خانواده اش با مریم همکار خود ازدواج کرده‌است…

## بازیگران
- افسانه بایگان
- مجید مظفری
- مهین شهابی
- شهلا ریاحی
- داریوش اسدزاده
- احسان حاتمی
- سارا قلی‌زاده
- سارا شیری
- مینا مولوی
- پوراندخت مهیمن
- بمانی دلدار گلچین
- خسرو دستگیر
- بهمن احمری
- ملیحه نصیری
- خلیل سماورآذر
- مژگان مدنی شعار
- مهین کریمی
- عزیز خلیل‌پور
- محمد زربند
- یوسف صمدزاده
- ژاله گرامفر
- حمید خطیبی
- محمدقاسم ذوالقدر
- محمدعلی خجسته
- کریم سعادت
- محمد وحدت
- علیرضا صادق صافی
- هاشم سیدنظری
- زهرا باحجت قاسمی
- مجید سپهیار
- اکبر نوذری
- کاظم غلامی پور
- هوشنگ ستایش
- محمد رضوانی
- شکراله حسینی
- علی پیری
- صفیه جلالی
- علی اکبر سام بند
- یوسف قره شاملو
- رحیم مقصودی
- زین العابدین مهدی‌زاده
- سهیلا پیران
- روحیه خدادادی
- اقدس رحیمی
- علی محمد برجی
- محمد رضاپور
- میرباقر فخری
- جعفر پایور
- جلال پایور
- منوچهر اقدام ثنایان
- عیوض کریمی
- مرجانه دلدارگلچین